# Гебре Гебремариам
Гебре Гебремариам (амх. ገብረ እግዚአብሄር ገብረ ማርያም) — эфиопский бегун на длинные дистанции.
Родился в регионе Тыграй. Выступления на международной арене начал в 2002 году. Многократный призёр и победитель чемпионатов мира по кроссу. Победитель Нью-Йоркского марафона 2010 года с результатом 2:08.14. Бронзовый призёр Бостонского марафона 2011 года. В мировой серии World Marathon Majors сезона 2009/2010 занял 9-е место, а в сезоне 2010/2011 5- место.
Выступал на марафонской дистанции на чемпионате мира 2011 года, но не смог закончить дистанцию. На олимпиаде в Лондоне занял 8-е место на дистанции 10 000 метров.